# Bifle
Cet article concerne la pratique sexuelle. Pour le court métrage de Jean-Baptiste Saurel, voir La Bifle.
Pour l’article ayant un titre homophone, voir Biffle.
La bifle (mot-valise issu des mots « bite » et « gifle »), parfois orthographié biffle, est une pratique sexuelle consistant à gifler son partenaire sexuel avec son pénis,.
Le dictionnaire Sexe libris propose cette définition : « une pratique consistant à gifler son (ou sa) partenaire avec sa bite, ou du moins à imprimer un mouvement de tamponnage sur la joue avec le gland »,.

## Origine
Parfois présentée comme issue de la pornographie, il semblerait qu'au contraire la bifle ait d'abord été une légende urbaine ou une blague potache avant de devenir une pratique sexuelle sans que la pornographie ait eu quelque chose à voir avec elle. Cette hypothèse est confirmée par la réalisatrice et ancienne actrice Ovidie : « Le porno n’a rien à voir avec la popularisation du terme “bifle”. »

## Réalité  de la pratique
Selon HPG qui observe les pratiques émergentes en tant que producteur de films, il n'y a pas de demande relative à la bifle qui impliquerait la production de vidéos dédiées (comme pour l'éjaculation faciale, le fist-fucking ou la sodomie par exemple). Toutefois, un sondage de l'IFOP paru en octobre 2013 révélait que 36 % des 15-24 ans prétendaient avoir déjà biflé leur partenaire,.

## Caractérisations
Sur les réseaux sociaux, une partie des "pratiquants" expliquent que loin d'être un geste humiliant ou relatif à la domination masculine (dans le cas d'une pratique hétérosexuelle), la pratique de la bifle aurait deux principales motivations : d'une part, l'aspect ludique ; d'autre part l'effet soi-disant positif de cette pratique sur la qualité de l'érection. Ainsi Didier Lestrade décrit la pratique comme « un vrai accélérateur de désir » et considère que « la bifle, c'est vraiment le sexe du XXIe siècle ».
La bifle est régulièrement caractérisée comme une pratique humiliante : ainsi le psychiatre et sexologue Jean-Roger Dintrans, non seulement classifie la pratique comme violente et relative à « une mise en scène de domination » mais pose la question du désir du partenaire biflé.

## Cas d'agression
La bifle est parfois assimilée à une agression sexuelle. En effet, le geste est considéré comme une « violence sexiste » humiliante lors de bizutages par exemple.

## Influences
- Le geste inspire Jean-Baptiste Saurel pour son court métrage La Bifle en 2012[10].

- En 2006 au cours du programme télévisé Big Brother diffusé en Australie, deux participants masculins ont pratiqué ce geste envers une candidate. À la suite de la controverse provoquée, ils ont été exclus du jeu[11].

- Le geste est évoqué dans la chanson Ils sont cools d'Orelsan : « donc, ça commence par une bifle pour t’édenter ».

- En juin 2014, un participant à l'émission française Les Anges de la téléréalité, bifle par surprise une participante de l'émission : l'image jamais diffusée par NRJ 12 avait  été postée sur internet par un  blogueur, déclenchant alors un débat sur les réseaux sociaux au sujet de la pénalisation de la pratique, lorsqu'elle est caractérisée comme agression sexuelle[12].